# 史立模
史立模（1483年—？），字季弘，浙江紹興府餘姚縣人，民籍，明朝政治人物。

## 生平
正德二年（1507年）丁卯科浙江鄉試第十四名舉人。正德十六年（1521年）中式辛巳科會試第一百三十八名，登第三甲第八名進士。初授行人司行人，嘉靖六年（1527年）九月选授兵科给事中，七年八月以事贬通州判官，升袁州府同知。嘉靖十三年（1534年）担任广东惠州府知府。考察罢职，卒于家。

## 遺存
餘姚市城南史家村有为史立模所建之谏议坊，现为餘姚仅存的两座古代牌坊之一，已列入市文物保护单位。

## 家族
曾祖史必通；祖父史國用，曾任壽官；父史本端，母吳氏。重庆下。弟立相、立桢。